# Momotus aequatorialis
El momoto serrano (Momotus aequatorialis), también denominado momoto corona azul, burgo montañés, barranquero, soledad, barranquillo de montaña (en Colombia) o relojero montañés (en Perú),  es una especie de ave coraciforme perteneciente al género Momotus de la familia Momotidae.  Es nativo de la región andina del noroeste y oeste de América del Sur.

## Distribución y hábitat
Se distribuye a lo largo de los Andes desde el noroeste de Colombia, por Ecuador, Perú, hasta el extremo norte de Bolivia.
Su hábitat natural son los bosques montanos subtropicales y menos templados, normalmente a altitudes entre 1500 y 2400 m.

## Sistemática

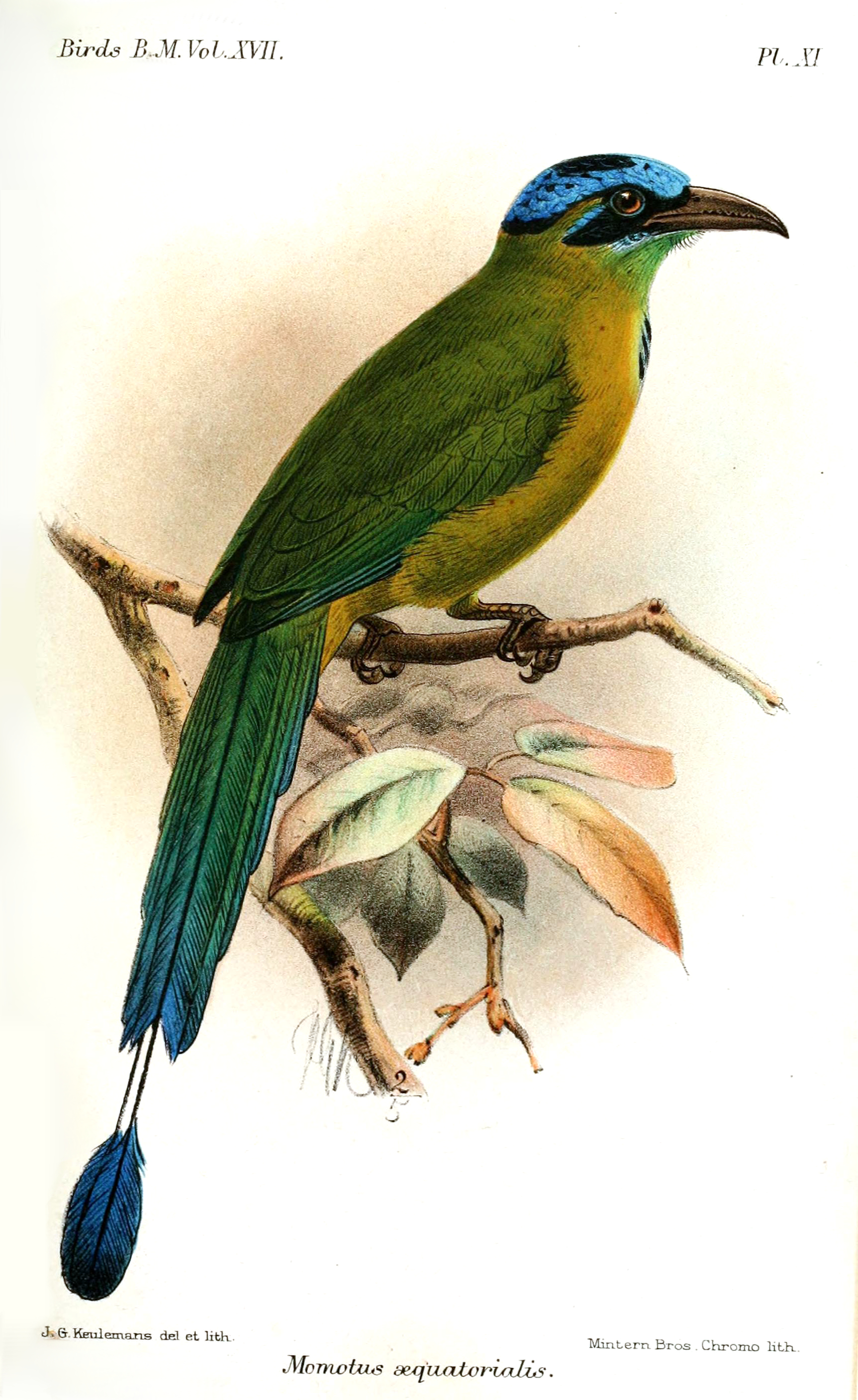
Momotus aequatorialis, ilustración de Keulemans para Catalogue of the birds in the British Museum, 1892.

### Descripción original
La especie M. aequatorialis fue descrita por primera vez por el zoólogo británico John Gould en 1858 bajo el mismo nombre científico; localidad tipo «Archidona, Ecuador».

### Etimología
El nombre genérico masculino «Momotus» deriva de la palabra azteca «momot» utilizada para designar a estas aves por Nieremberg 1635, Willughby 1676, y Ray 1713, y «motmot» por Hernández 1651; y el nombre de la especie «aequatorialis», se refiere a Ecuador, el país de la localidad tipo.

### Taxonomía
La presente especie era anteriormente tratada como especie separada del complejo Momotus momota por diversos autores; en 2004 el Comité de Clasificación de Sudamérica (SACC), encontró que las evidencias para tal separación eran débiles y volvió a considerarla como conespecífica en la Propuesta N° 117. Sin embargo, el estudio de Stiles (2009), que examinó un total de 512 especímenes del complejo, y con base en los patrones de plumaje, biométricas y vocalizaciones, suplementado por informaciones de distribución geográfica y ecología, justificó nuevamente su reconocimiento como especie separada. La separación fue aprobada en la Propuesta N° 412 al SACC.

### Subespecies
Según las clasificaciones del Congreso Ornitológico Internacional (IOC) y Clements Checklist v.2017, se reconocen dos subespecies, con su correspondiente distribución geográfica:
- Momotus aequatorialis aequatorialis Gould, 1858 – zonas subtropicales y menos templadas de los Andes en el oeste de Colombia, y en las laderas orientales de los Andes en Ecuador.
- Momotus aequatorialis chlorolaemus Berlepsch & Stolzmann, 1902 – Andes subtropicales desde el este de Perú hacia el sur hasta el norte de Bolivia (La Paz).